# Nftables
nftables — підсистема ядра Linux, що забезпечує фільтрацію і класифікацію мережевих пакетів / дейтаграм / кадрів. Включена в ядро, починаючи з версії 3.13, випущеної 19 січня 2014 року. Є проєктом із заміни фреймворків iptables, ip6tables, arptables, ebtables в мережевому екрані Netfilter. Шляхом об'єднання функціональності фреймворків, у nftables менше дублюється код при побудові правил для Netfilter і краща низькорівнева оптимізація. Станом на 26 квітня 2016 року перебуває в процесі розробки. У просторі користувача nftables налаштовується за допомогою утиліти nft.

## Огляд
У пакетному фільтрі nftables уніфіковані інтерфейси фільтрації пакетів для IPv4, IPv6, ARP і мережевих мостів. У пакет nftables входять компоненти пакетного фільтра, що працюють в просторі користувача, в той час як на рівні ядра роботу забезпечує підсистема nf_tables, що входить до складу ядра Linux починаючи з випуску 3.13. На рівні ядра надається лише загальний інтерфейс, що не залежить від конкретного протоколу і надає базові функції вилучення даних з пакетів, виконання операцій з даними і управління потоком.
Безпосередньо правила фільтрації і специфічні для протоколів обробники компілюються у байткод в просторі користувача, після чого цей байткод завантажується в ядро за допомогою інтерфейсу Netlink і виконується в ядрі в спеціальній віртуальній машині, що нагадує BPF (Berkeley Packet Filters). Подібний підхід дозволяє значно скоротити розмір коду фільтрації, що працює на рівні ядра і винести всі функції розбору правил і логіки роботи з протоколами в простір користувача.

## Синтаксис командного рядка nft
Синтаксис nft більше схожий на реальну граматику.

Наприклад, команда що блокує пакети які направляються за адресою 1.2.3.4:
```
nft
 
add
 
rule
 
ip
 
filter
 
output
 
ip
 
daddr
 
1
.2.3.4
 
drop

```

Синтаксис такої ж дії для iptables:
```
iptables
 
-t
 
filter
 
-A
 
OUTPUT
 
-j
 
DROP
 
-d
 
1
.2.3.4

```

Для забезпечення зворотної сумісності надається спеціальний прошарок, що дозволяє використовувати iptables/ip6tables поверх інфраструктури nftables.

## Історія
Проєкт був вперше представлений на Netfilter Workshop 2008 Патріком Мак-Гарді з команди по розробці ядра Netfilter
Перший попередній реліз реалізації ядра і призначеного для користувача простору був представлений в березні 2009 року. Хоча інструмент був названий найбільшою зміною брандмауера Linux з моменту появи iptables у 2001 році, в той час він отримав мало освітлення в пресі.
У жовтні 2012 року, був запропонований прошарок сумісності з iptables і анонсоване можливе включення проєкту в основну гілку ядра. 16 жовтня 2013 року було відправлено запит на включення змін (pull request) в ядро Linux. 19 січня 2014 року nftables був включений в ядро Linux версії 3.13.

## Зразок
Перевірити стан служби можна командою sudo systemctl status nftables.service
nftables може стартувати при запуску, для цього необхідно увімкнути сервіс sudo systemctl enable nftables.service , при цьому усі правила будуть автоматично завантажуватись, при запуску системи, із файлу /etc/nftables.conf
Зразки файлів з налаштуваннями nftables.conf можна переглянути тут

Мій файл виглядає приблизно так
```
#!/usr/sbin/nft -f

flush
 
ruleset
 
# очищення попередніх правил 

 
# таблиця правил для ip_v4(ip)

 
# якщо використати ip6 то таблиця буде для ip_v6

 
# для використання таблиці для обох протоколів треба вказати inet

table
 
ip
 
filter
 
{

	
chain
 
input
 
{
 
# ланцюжок для вхідних з'єднань

		
type
 
filter
 
hook
 
input
 
priority
 
filter;
 
policy
 
drop;
 
# відкинути усі вхідні з'єднання окрім описаних нижче

		
meta
 
l4proto
 
icmp
 
limit
 
rate
 
10
/minute
 
accept
 
# дозволити icmp запити (10 за хвилину) інакше перейти далі

		
meta
 
l4proto
 
icmp
 
drop
 
# відкинути icmp запити, інакше вони потраплять у наступне правило, а вони рахуються established і відповіді будуть дозволені

		
ct
 
state
 
established,related
 
accept
 
# дозволити вже встановленні з'єднання

		
iif
 
"lo"
 
accept
 
# дозволити внутрішні з'єднання служб з локальною машиною

		
ip
 
saddr
 
172
.16.10.0/24
 
tcp
 
dport
 
22
 
accept
 
# дозволити SSH з'єднання з локальної мережі 172.16.10.0/24

		
ip
 
saddr
 
192
.168.200.0/24
 
tcp
 
dport
 
22
 
accept
 
# дозволити SSH з'єднання з локальної мережі 192.168.200.0/24

		
tcp
 
dport
 
22
 
drop
 
# заборонити з'єднання по SSH 

		
tcp
 
dport
 
80
 
accept
 
# дозволити http 

	
}

	
chain
 
forward
 
{
 
# ланцюжок для прохідних з'єднань

		
type
 
filter
 
hook
 
forward
 
priority
 
filter;
 
policy
 
drop;
 
# заборонити прохідні з'єднання, оскільки машина не використовується як роутер або комутатор https://wiki.nftables.org/wiki-nftables/index.php/Simple_ruleset_for_a_home_router

	
}

	
chain
 
output
 
{
 
# ланцюжок для вихідних з'єднань

		
type
 
filter
 
hook
 
output
 
priority
 
filter;
 
policy
 
accept;
 
# дозволити вихідні з'єднання

	
}
}

```

Зміни внесені у файл потрібно передати  у службу nft -f /etc/nftables.conf
Щоб переглянути поточні правила використайте команду nft list ruleset